# Nico Henri Frijda

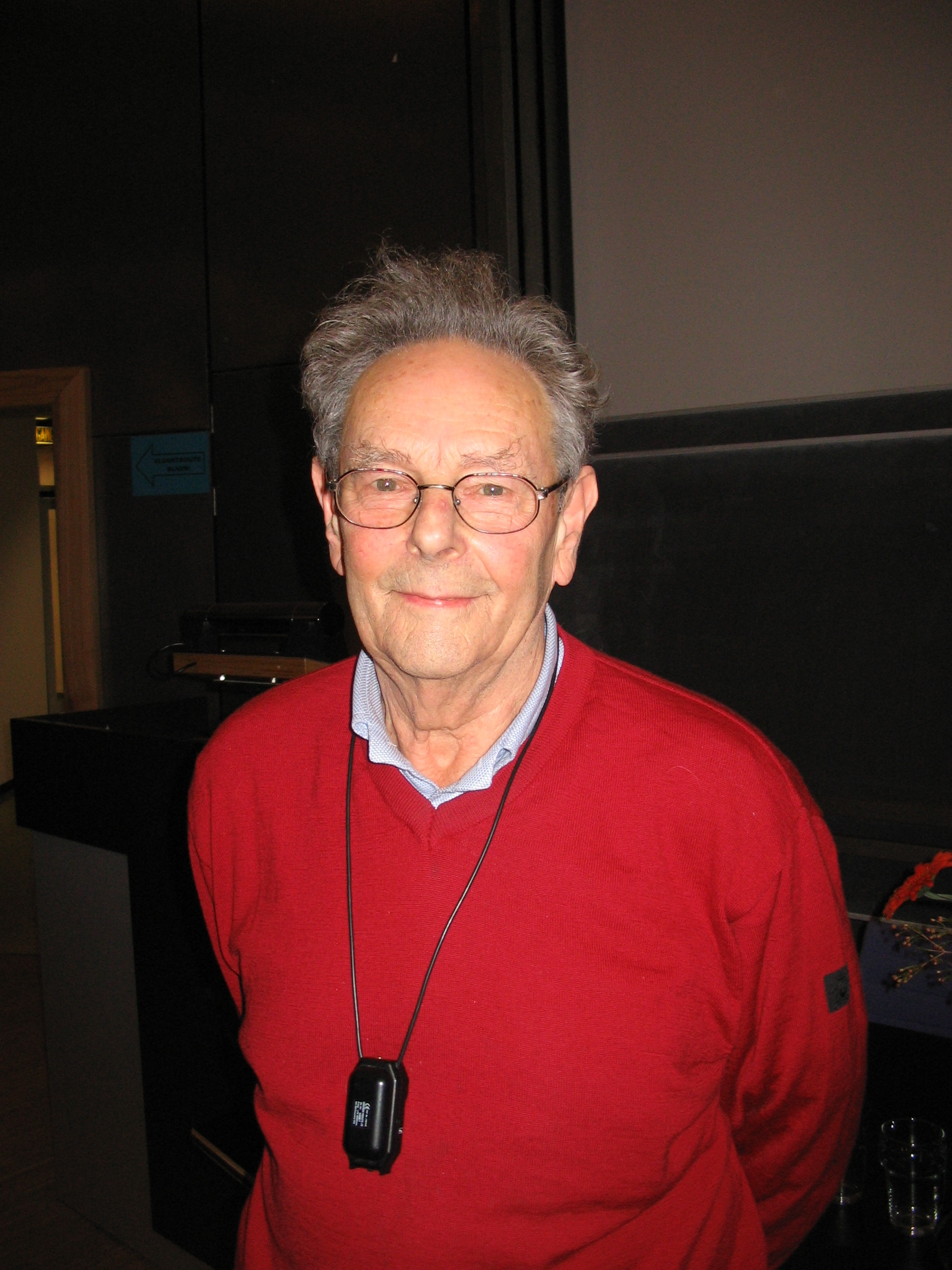
Nico Frijda

Nico Henri Frijda (Amsterdam, 1º maggio 1927 – Amsterdam, 11 aprile 2015) è stato uno psicologo e docente olandese all'Università di Amsterdam, specializzato in emozioni umane.  Il suo lavoro The Emotions, pubblicato nel 1986, e tradotto anche in italiano è considerato un lavoro standard in psicologia..

## Biografia
Frijda era il più giovane dei tre figli del professore di diritto e scienze politiche dell'Università di Amsterdam,  Herman Frijda, e di Dora Hermance Charlotte. Con i suoi due fratelli maggiori, Leo Herman e Jetta Sandra, Nico Frijda crebbe ad Amsterdam.
Durante l'occupazione tedesca dei Paesi Bassi nella seconda guerra mondiale, Nico Frijda si nascose in Frisia. Le sue lettere, scritte in quel periodo, furono pubblicate con il titolo Post uit Friesland (Post from Friesland) dopo la fine della seconda guerra mondiale. Suo padre e suo fratello maggiore furono uccisi dai nazisti. Il padre di Frijda fu inizialmente bandito dal lavoro, arrestato nel 1944, portato al campo di transito di Westerbork e poi al campo di concentramento di Auschwitz, dove fu assassinato nello stesso anno. Suo fratello maggiore Leo Herman Frijda combatté nel gruppo di resistenza olandese CS-6, fondato nel 1940, durante l'occupazione tedesca e fu giustiziato vicino a Bloemendaal nel 1943.
Frijda studiò psicologia all'Università di Amsterdam, dove ricevette il PhD nel 1956 con la tesi dal titolo Understanding Facial Expressions. Nel 1965 diventò professore. Si ritirò nel 1992 per poi diventare professore onorario. L'anno successivo fu nominato membro dell'Accademia americana delle arti e delle scienze. 
È morto l'11 aprile 2015 nella sua città natale di Amsterdam a 87 anni.

## Lavoro
Frijda dedicò la sua carriera alle emozioni umane. All'inizio della sua carriera si concentrò sulle espressioni facciali, la manifestazione visibile delle emozioni. A quel tempo, la psicologia si concentrava sul comportamento delle persone. Le emozioni erano considerate un effetto collaterale. Frijda sviluppò una teoria multipla con il concetto di tendenza all'azione come punto centrale. A suo avviso, le emozioni sarebbero sempre la tendenza, guidata dagli interessi della persona, a intraprendere determinati comportamenti. Descrisse la sua teoria in Le Emozioni (1986), la sua opera più conosciuta, che fu pubblicata per la prima volta in inglese a Cambridge, due anni dopo tradotta in olandese e infine nel 1990 in italiano. 
Pertanto, il modello teorico proposto da Frijda, descrive l'emozione come un fenomeno complesso, multicomponente, che predispone l'organismo ad una o più reazioni. Le componenti sono sei: la valutazione cognitiva, l'esperienza soggettiva, la propriocezione di una spinta ad agire e/o pensare, la reazione fisiologica del sistema nervoso simpatico, la mimica facciale (o espressione facciale delle emozioni) e infine la risposta comportamentale (o coping). Come già detto, secondo il modello di Frijda, la componente principale è la propriocezione di una spinta ad agire e/o pensare, in quanto tale spinta è in grado di regolare efficacemente l'intero processo, il quale si conclude:
- con la messa in atto della risposta più adattiva per il soggetto;
- l'attribuzione di un nome all'emozione provata;
- l'attivazione di tutti i processi cognitivi secondari.

Ad esempio, la propriocezione di una tensione muscolare intenzionale verso l'oggetto regola:
il comportamento di attacco;
l'attribuzione del termine "rabbia" alla propriocezione;
l'attivazione di tutti i processi cognitivi secondari (valutazione di ciò che si sta ottenendo per il tramite dell'attacco e valutazione di un cambio di strategia che ottimizzi i costi in funzione dei benefici, che potrebbero includere la fuga (cambio del termine in "paura").
Il modello presenta molte affinità concettuali con quello proposto nel 1884 da William James .

## Vita privata
Il primo matrimonio di Nico Frijda fu con l'attrice Nelly Wiegel, che divenne nota come Nelly Frijda. La coppia ebbe una figlia e due figli. Divorziarono nel 1975. Frijda si sposò una seconda volta, da questo matrimonio nacque un figlio.

## Opere e lavori
- De betekenis van de gelaatsexpressie (1956)
- Gelaat en karakter (1958)
- Post uit Friesland (1984)
- The Emotions (1986) ISBN 0-521-30155-6 (hardcover); ISBN 0-521-31600-6 (paperback)
- De wetten van het gevoel (1987) rede ter gelegenheid van de zevende Duijkerlezing
- De emoties; een overzicht van onderzoek en theorie (1988) ISBN 90-351-0702-0
- De psychologie heeft zin (1993) ISBN 90-5333-184-0
- The Laws of Emotions (2006) (Nederlandse vertaling: januari 2008)